# 泥炭地

泥炭地を示す地図

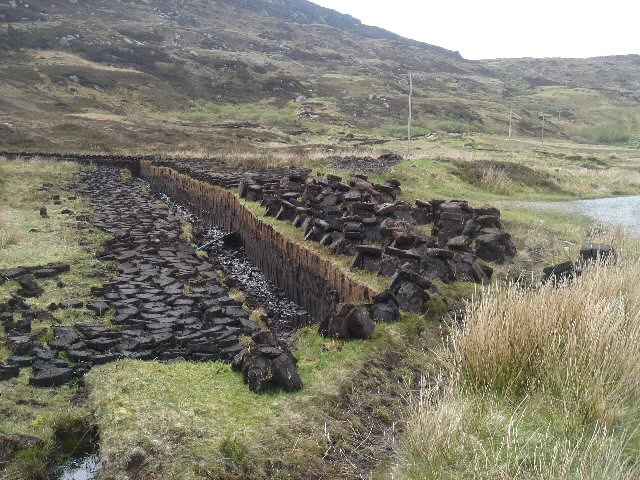
スコットランドで、泥炭を採掘している場所。一定の大きさで切り出した後、乾燥させて燃料とする。

泥炭地（でいたんち、英語: mire）は、森林に覆われていない、泥炭を生成する生きた植物によって支配された湿地である。
英語では"peatland"とも呼ばれるが、植物学や生態学においては、"peatland"という語は、完全に排水されていても、少なくとも30cmの深さまで泥炭が支配する地形に対する一般的な用語として使用される。つまり、"peatland"は乾燥するが、"mire"は常に湿っているという区別がある。

## 概説
泥炭地にはフェンとボグの2種類がある。ボグはドーム状の周囲よりも高い土地に位置し、大部分の水を降水から得ている（降水栄養性）。それに対し、フェンは斜面・平地・窪地に位置し、降水のほか地表水も利用する（鉱物質栄養性）。
ボグは必ず酸性で貧栄養性であるが、フェンは弱酸性・中性・アルカリ性のいずれかであり、貧栄養性・富栄養性のいずれの場合もある。泥炭地は、沼地(swamp)とは森林に覆われていないこと（いくつかのボグには少ない樹木や低木の成長が見られる場合もあるが、泥炭地は草や蘚類に支配されている）で区別され、沼(marsh)とは水の栄養分や流通（沼は栄養価が高い淀んだまたはゆっくり動く水によって特徴付けられるが、泥炭地の水はほとんどが土壌表層の下にある）や植物の生態（沼の植物は一般に水没または浮葉植物であるが、泥炭地はそうではない）によって区別される:p.13。
泥炭地は栄養分の補給を降水に依存しているため、通常は窒素とリンの両方が不足するが、窒素に関しては大きく異なる場合がある:p.14。これらのことは、泥炭地が「古代の死骸の生きた遺物」の一種であり、植物の成長と腐朽の連続した層が層序学的に保存されていることを意味する。